# Toliara
Toliara   este un oraș  în  partea de sud-vest a Madagascarului. Este reședința regiunii Atsimo-Andrefana. Port la Oceanul Indian (strâmtoarea Mozambic).